# Monolena coriacea
Monolena coriacea är en tvåhjärtbladig växtart som beskrevs av José Jéronimo Triana. Monolena coriacea ingår i släktet Monolena och familjen Melastomataceae.
Artens utbredningsområde är Colombia. Inga underarter finns listade i Catalogue of Life.